# Strongylosoma subflavum
Strongylosoma subflavum är en mångfotingart som beskrevs av Pocock 1894. Strongylosoma subflavum ingår i släktet Strongylosoma och familjen orangeridubbelfotingar. Inga underarter finns listade i Catalogue of Life.